# Vienna Powszechne Towarzystwo Emerytalne
Vienna Powszechne Towarzystwo Emerytalne Spółka Akcyjna Vienna Insurance Group (Vienna PTE S.A.) d. Powszechne Towarzystwo Emerytalne PBK S.A., Powszechne Towarzystwo Emerytalne ERGO Hestia S.A., Aegon Powszechne Towarzystwo Emerytalne S.A. – powszechne towarzystwo emerytalne, którego zadaniem jest zarządzanie Vienna Otwartym Funduszem Emerytalnym (Vienna OFE).

## Historia
W 1998 utworzono powszechne towarzystwo emerytalne (PTE) do Powszechnego Banku Kredytowego (PBK), Towarzystwa Ubezpieczeniowego PBK oraz Górnośląskiego Banku Gospodarczego o nazwie Powszechne Towarzystwo Emerytalne PBK S.A.. W styczniu 1999 w skład akcjonariatu PTE weszło amerykańskie towarzystwo ubezpieczeniowe Aetna, które objęła 40 proc. akcji PTE. W 2001 Sopockie Towarzystwo Ubezpieczeniowe Ergo Hestia zostało jedynym akcjonariuszem spółki w konsekwencji podpisania w 1999 umowy o strategicznej współpracy pomiędzy PBK i Hestią. PTE zmieniło wówczas nazwę na Powszechne Towarzystwo Emerytalne ERGO Hestia S.A.
W 2006 PTE zostało zakupione przez holenderską grupę ubezpieczeniową Aegon, a spółka zmieniła po raz kolejny nazwę, na Aegon Powszechne Towarzystwo Emerytalne S.A. W 2007 PTE połączyło się z PTE Skarbiec-Emerytura należącym uprzednio do BRE Banku. W 2016 przejęło zarządzanie funduszem emerytalnym Nordea OFE.
W 2023 miała miejsce kolejna zmiana nazwy spółki i zarządzanego przez nią OFE na, odpowiednio, Vienna Powszechne Towarzystwo Emerytalne Spółka Akcyjna Vienna Insurance Group oraz Vienna Otwarty Fundusz Emerytalny. Jest ono częścią Vienna Insurance Group poprzez spółkę zależną z siedzibą w Holandii.